# Transtrands församling
Transtrands församling var en församling i Västerås stift och i Malung-Sälens kommun i Dalarnas län. Församlingen uppgick 2006 i Lima-Transtrands församling. 

## Administrativ historik
Församlingen bildades på 1500-talet som ett kapellag under Lima församling, för att senare bli en kapellförsamling.
Församlingen var till 1 maj 1867 annexförsamling i pastoratet Lima och Transtrand för att därefter till 2006 utgöra ett eget pastorat. Församlingen uppgick 2006 i Lima-Transtrands församling.

## Kyrkobyggnader
- Transtrands kyrka